# سوزن جمشیدی

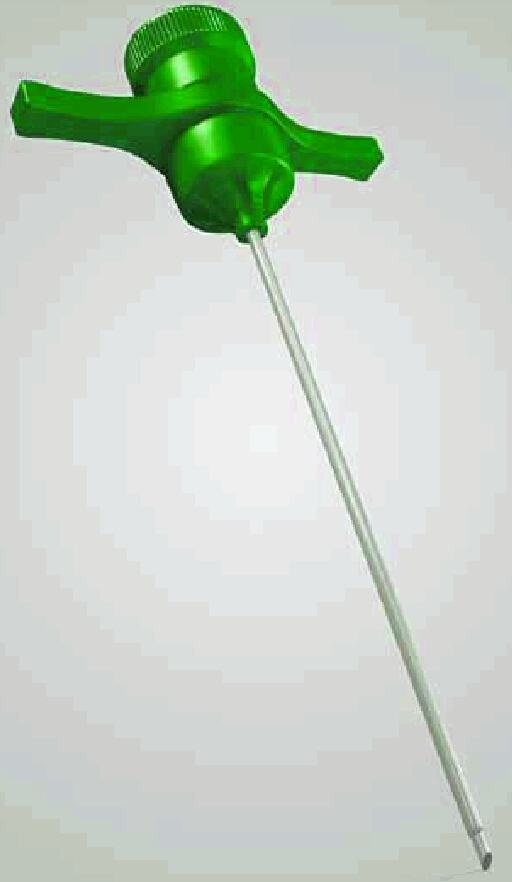
سوزن جمشیدی

سوزن جمشیدی(به انگلیسی: Jamshidi needle) جهت ایجاد حفره و انجام عمل بیوپسی مغز استخوان بکار می‌رود. برای بدست آوردن یک نمونه استوانه‌ای از بافت که خود برای  بیوپسی هسته‌ای، کاربرد دارد.

ابزاری با یک سوزن استوانه‌ای  که برش آن مخروطی شکل بوده و با این انتهای مخروطی، میزان له شدگی در ناحیه بیوپسی دهنده را کاهش می‌دهد.

این سوزن متداولترین ابزار جهت انجام بیوپسی مغز استخوان است.

نام این ابزار بگرفته از نام مخترع آن، خسرو جمشیدی می‌باشد.